# Liste des sanctuaires grenoblois
Les sanctuaires grenoblois sont des lieux de cultes aux alentours de Grenoble (Isère, France), où les chrétiens se rendent en pèlerinages.

## Grenoble
- Cathédrale Notre-Dame de Grenoble (grand lieu de pèlerinage marial).
- Église Saint-Bruno (consacrée à saint Bruno, fondateur de l'Ordre des Chartreux à Grenoble).
- Église Saint-Laurent (possible lieu de sépulture de saint Domnin de Grenoble) .
- Église Saint-Hugues (on y vénérait autrefois les reliques de saint Hugues de Grenoble, aujourd'hui disparues).
- Musée de l'Ancien Évêché (dans la hall Sainte-Claire se trouve le Reliquaire de la Sainte Épine de Grenoble contenant une épine de la Sainte Couronne).
- Église Notre-Dame-Réconciliatrice, associée à la congrégation de Notre-Dame-de-la-Salette issu de l’apparition dauphinoise de la Vierge en 1846.

## La Salette-Fallavaux
Notre-Dame de La Salette.

## Notre-Dame-de-l'Osier
Basilique Notre-Dame de l'Osier (sanctuaire marial).

## Saint-Pierre-de-Chartreuse
Monastère de la Grande Chartreuse.

## Varces-Allières-et-Risset
Vierge de la Libération de Varces (sanctuaire marial).

## Vif
Église Sainte-Marie du Genevrey (sanctuaire marial, située au Genevray, hameau de Vif).